# 学校法人尚絅学園
学校法人尚絅学園（がっこうほうじんしょうけいがくえん）は、熊本県熊本市中央区九品寺に本部を置く学校法人である。

## 概要
熊本市内に2つのキャンパスを持ち、九品寺（くほんじ）キャンパスには本部のほか、尚絅大学（生活科学部栄養科学科）・尚絅大学短期大学部（総合生活学科・食物栄養学科）、尚絅中学校・高等学校があり、楡木（にれのき）キャンパスには尚絅大学（文化言語学部）・尚絅大学短期大学部（幼児教育学科）、尚絅大学短期大学部附属幼稚園がある。
- 所在

熊本県熊本市中央区九品寺2-6-78
- 設立

1888年（明治21年）

### 尚絅
尚絅とは中国の古典『中庸』に引かれた詩経の一節「衣錦尚絅（錦を衣て絅を尚ふ・にしきをきてけいをくわふ）」に基づく言葉で、「華麗な着物をまとっても、うすぎぬを掛けて、外にあらわさない」という意味。転じて、深い教養や学問を身につけていても、それを見せびらかさない奥ゆかしい女性であれとの建学の精神を表している。

## 沿革
- 1888年（明治21年） - 濟々黌附属女学校として創立（濟々黌黌長・佐々友房により熊本市昇町に開校、初代校長・内藤儀十郎、校舎31坪、生徒23名）
- 1891年（明治24年） - 濟々黌から独立し、尚絅女学校と改称
- 1920年（大正9年） - 生徒数の増加、施設面における充実のため、旧飽田郡大江村九品寺（現・熊本市九品寺）に新築移転
- 1929年（昭和4年） - 教育の実践目標として「尚絅五ヶ条」を制定
- 1947年（昭和22年） - 学制改革によって尚絅中学校発足
- 1948年（昭和23年） - 学制改革によって尚絅高等学校発足
- 1952年（昭和27年） - 熊本女子短期大学（尚絅短期大学家政科）を開設
- 1965年（昭和40年） - 尚絅学園第2校地（現楡木キャンパス）を購入
- 1968年（昭和43年） - 第2校地に熊本女子短期大学幼児教育科を開設
- 1969年（昭和44年） - 熊本女子短期大学附属幼稚園を開園
- 1975年（昭和50年） - 尚絅大学開設（文学部＝国文学科・英文学科）、熊本女子短期大学を尚絅短期大学、同短期大学附属幼稚園を尚絅短期大学附属幼稚園と改称
- 1988年（昭和63年） - 尚絅学園創立100周年記念式典を挙行

## 設置教育機関
- 尚絅大学
- 尚絅大学短期大学部
- 尚絅中学校・高等学校
- 尚絅大学短期大学部附属幼稚園